# Липовский сельсовет (Оренбургская область)
Липовский сельсовет — муниципальное образование в Бузулукском районе Оренбургской области.
Административный центр — село Липовка.

## Административное устройство
В состав сельского поселения входят 1 населённый пункт:
- село Липовка.

## Достопримечательности
- Геолого-геоморфологический памятник природы «Верхнедомашкинские овраги».